# Komitat Raab
Das Komitat Győr, auch Komitat Raab genannt (deutsch auch Raaber Gespanschaft; ungarisch Győr vármegye, slowakisch Rábska župa/stolica oder Rábsky komitát, lateinisch comitatus Jauriensis), war eine historische Verwaltungseinheit (Gespanschaft/Komitat) im Königreich Ungarn.

## Geographie

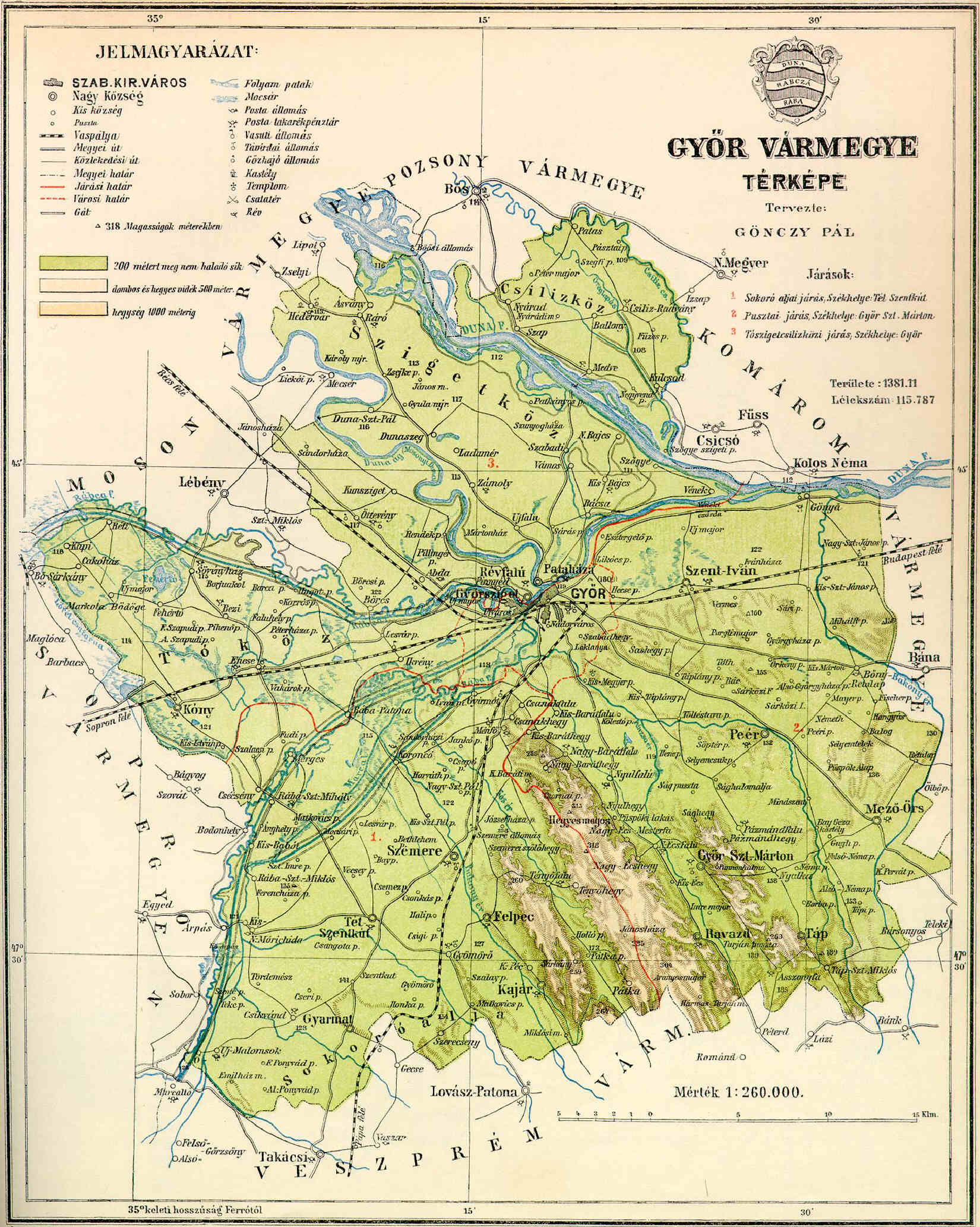
Karte des Komitats Győr um 1890

Es lag zum größten Teil südlich der Donau rund um die Stadt Raab (ungarisch Győr) und befand sich größtenteils im heutigen Ungarn, nur ein kleiner Teil nördlich der Donau um den Ort Baloň lag in der heutigen Slowakei.
Das Komitat grenzte im Norden an das Komitat Pressburg (Pozsony), im Nordosten an das Komitat Komorn (Komárom), im Süden und Südosten an das Komitat Veszprém, im Südwesten an das Komitat Ödenburg (Sopron) und im Nordwesten an das Komitat Wieselburg (Moson).
1907 hatte es 134.154 Einwohner, die auf einer Fläche von 1.534 km² lebten.

## Geschichte
Das Komitat Raab entstand Ende des 10. Jahrhunderts als eines der ersten des Königreichs Ungarn. 1541 wurde es von den Osmanen erobert, um 1598 wurde es von den Habsburgern zurückerobert.
Ende 1918 wurde ein kleiner Teil des Komitats nördlich der Donau von tschechoslowakischen Truppen besetzt und kam 1920 durch den Vertrag von Trianon zur neu entstandenen Tschechoslowakei. Der größte Teil südlich der Donau verblieb bei Ungarn und bildete ab 1924 zusammen mit dem Komitat Wieselburg (Moson) und einem kleinen Teil des ehemaligen Komitats Pressburg (Pozyony) das Komitat Győr-Moson-Pozsony.
Nach dem Zweiten Weltkrieg wurde das Komitat Győr-Moson-Pozsony mit dem Komitat Sopron (Ödenburg) zum Komitat Győr-Sopron vereinigt, dieses wurde schließlich 1990 in Győr-Moson-Sopron umbenannt.
Der Teil des Komitats nördlich der Donau wurde nach der Gründung der Tschechoslowakei dem Komitat Komorn (slowakisch Komárňanská župa) zugeschlagen, ab 1923 kam es zum Komitat Pressburg, dieses wurde dann 1928 komplett aufgelöst. Heute gehört der Landstrich zum Tyrnauer Landschaftsverband (Trnavský kraj).

## Bezirksunterteilung

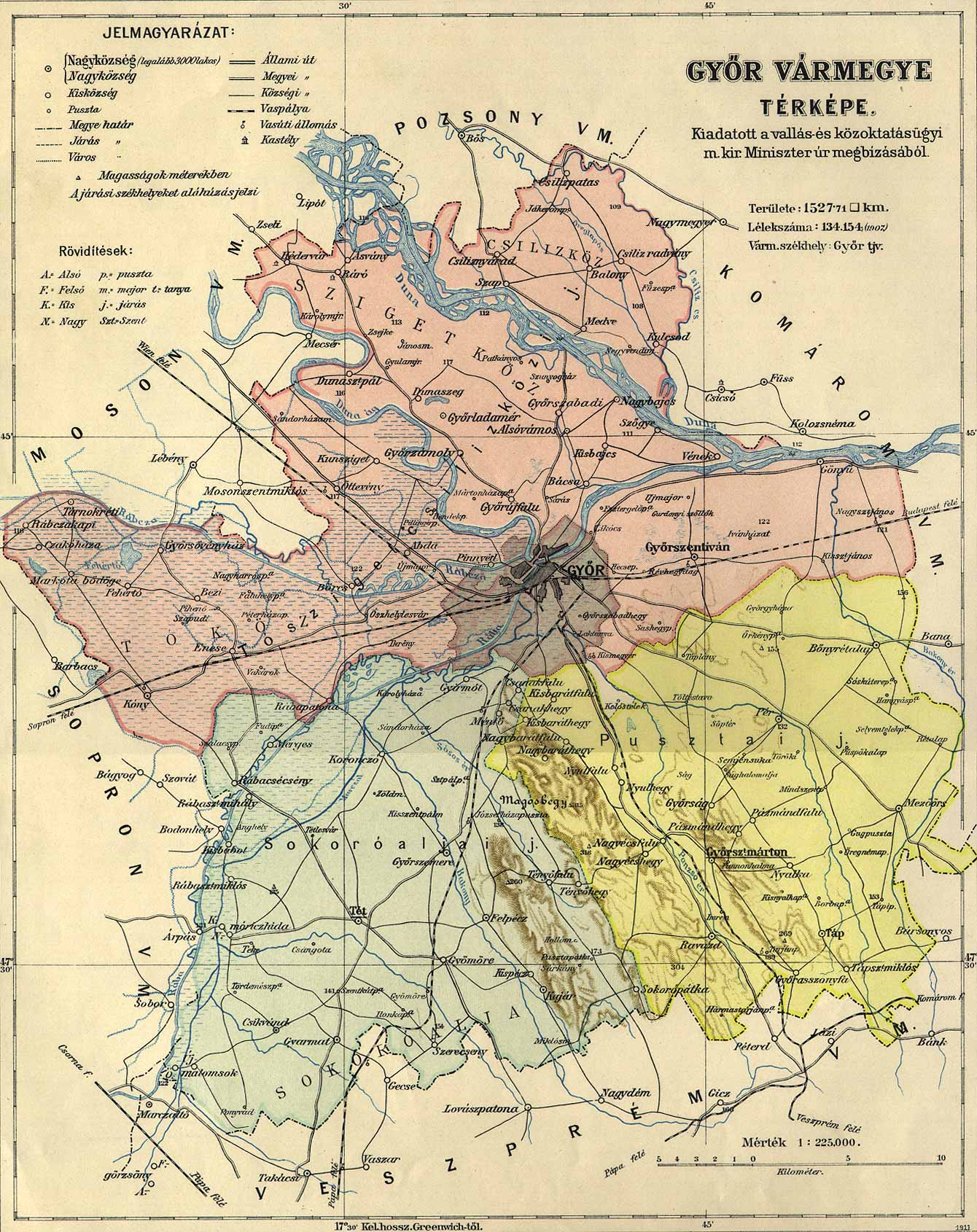
Administrative Karte

Im frühen 20. Jahrhundert bestanden folgende Stuhlbezirke:
| Stuhlbezirke (járások)                                     | Stuhlbezirke (járások) |
| Stuhlbezirk                                                | Verwaltungssitz        |
| ---------------------------------------------------------- | ---------------------- |
| Bezirk Tószigetcsilizköz („Tóköz & Szigetköz & Csilizköz“) | Győr                   |
| Bezirk Sokoróalja                                          | Tét                    |
| Bezirk Puszta                                              | Győrszentmárton        |
| Stadtbezirk (rendezett tanácsú város)                      |                        |
| Győr                                                       |                        |